# Cylindracanthus
Genre
Cylindracanthus est un genre éteint de poissons à nageoires rayonnées. Ces différentes espèces vivaient du Crétacé à l'Éocène.

## Liste d'espèces
Selon Paleobiology Database (11 mars 2021) :
- † Cylindracanthus acus Cope, 1870
- † Cylindracanthus bisulcatus Arambourg & Joleaud, 1943
- † Cylindracanthus gigas Woodward, 1888
- † Cylindracanthus isnusris Udovichenko & Nessov, 1987
- † Cylindracanthus ornatus Leidy, 1856
- † Cylindracanthus rectus Agassiz, 1843

## Publication originale
- (en) Joseph Leidy, « Description of two Ichthyodorulites », Proceedings of the Academy of Natural Sciences of Philadelphia, Philadelphie, Académie des sciences naturelles de Philadelphie, vol. 8,‎ 1856, p. 11-12 (ISSN 0097-3157 et 1938-5293, OCLC 1382862, lire en ligne).